# Municipio de Antioch (Míchigan)
El municipio de Antioch (en inglés: Antioch Township) es un municipio ubicado en el condado de Wexford en el estado estadounidense de Míchigan. En el año 2010 tenía una población de 815 habitantes y una densidad poblacional de 8,92 personas por km².

## Geografía
El municipio de Antioch se encuentra ubicado en las coordenadas 44°23′3″N 85°38′13″O / 44.38417, -85.63694. Según la Oficina del Censo de los Estados Unidos, el municipio tiene una superficie total de 91.32 km², de la cual 91,22 km² corresponden a tierra firme y (0,1 %) 0,1 km² es agua.

## Demografía
Según el censo de 2010, había 815 personas residiendo en el municipio de Antioch. La densidad de población era de 8,92 hab./km². De los 815 habitantes, el municipio de Antioch estaba compuesto por el 95,95 % blancos, el 0,12 % eran afroamericanos, el 0,98 % eran amerindios, el 0,86 % eran asiáticos, el 0,25 % eran isleños del Pacífico y el 1,84 % eran de una mezcla de razas. Del total de la población el 0,61 % eran hispanos o latinos de cualquier raza.